# دائرة يلل
دائرة يلل إحدى دوائر ولاية غليزان الجزائرية . عاصمتها هي يلل وتضم بلديات :
- يلل
- سيدي سعادة
- عين الرحمة
- القلعة